# Tachyoryctes macrocephalus
Tachyoryctes macrocephalus é uma espécie de roedor da família Spalacidae. Endêmico da Etiópia, registrado apenas no platô do sul, nas Montanhas Bale.